# Arisaema jethompsonii
Arisaema jethompsonii är en kallaväxtart som beskrevs av Thiyagaraj och Pitchai Daniel. Arisaema jethompsonii ingår i släktet Arisaema och familjen kallaväxter. Inga underarter finns listade.